# Glâne (vattendrag i Schweiz)
Glâne är ett vattendrag i Schweiz. Det ligger i den västra delen av landet, 30 km sydväst om huvudstaden Bern.
Omgivningarna runt Glâne är en mosaik av jordbruksmark och naturlig växtlighet. Runt Glâne är det ganska tätbefolkat, med 111 invånare per kvadratkilometer.